# 페테르부르크 이야기

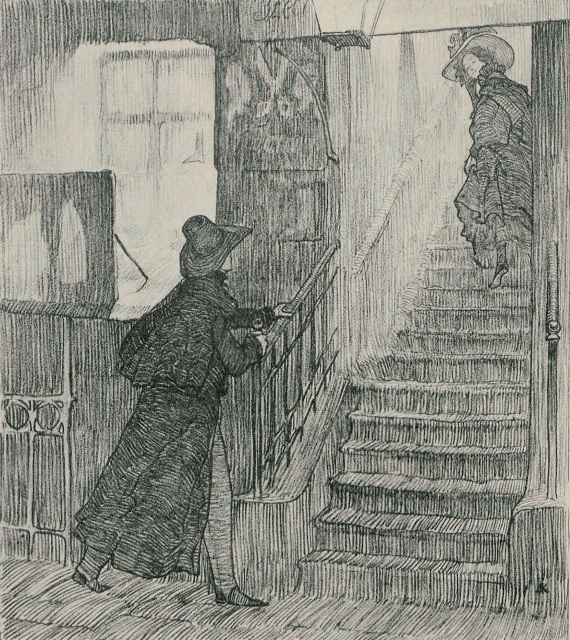

《페테르부르크 이야기》(러시아어: Петербу́ргские по́вести 페테르부르그스키예 포베스티[*])는 니콜라이 고골의 단편 소설들 중 일부를 엮은 모음집이다. 전형적인 근대 도시이자 속물성과 타락한 관료주의의 온상이 되어버린 상트페테르부르크를 배경으로 고골은 인간성의 붕괴와 고통을 사실적으로 묘사하고 비판하였다.

## 작품 목록
- 《초상화》
- 《코》
- 《외투》
- 《넵스키 대로》
- 《광인일기》